# Kraftwerk Gössendorf
Das Kraftwerk Gössendorf ist ein Laufwasserkraftwerk der Verbund AG und der Energie Steiermark. Es liegt im Gemeindegebiet der steirischen Gemeinde Gössendorf über der Mur. Das 2012 in Betrieb genommene Kraftwerk besitzt zwei Kaplan-Turbinen mit einer installierten Leistung von zusammen 18 MW. Das Regelarbeitsvermögen liegt bei 88,3 GWh elektrischer Energie pro Jahr, was dem Jahresverbrauch von etwa 23.000 Haushalten entspricht.
Das Kraftwerk liegt nur wenige Kilometer nördlich des bis 2013 errichteten Kraftwerks Kalsdorf und wenige Kilometer südlich der Stadtgrenze von Graz an der Mur. Es staut die Mur auf rund 11,3 m und hat eine Durchflussmenge von 200 m³ Wasser pro Sekunde. 
Die Kosten für die Errichtung von 86,5 Mio. Euro teilten sich die Verbund AG und Energie Steiermark. Bei der Errichtung des Kraftwerks war die Erhaltung und Wiederherstellung der Murauen ein Aspekt. Bereits gegen Ende des 19. Jahrhunderts wurde die Mur reguliert. Im Rahmen des Kraftwerkbaus wurde ein Altarm reaktiviert und das neue Naherholungsareal „Murauen“ mit einem vielfältigen Freizeitangebot entstand. Weiters wurden die Hochwassermaßnahmen für die Anrainergemeinden verbessert. Diese Arbeiten kosteten rund 15 Mio. Euro zusätzlich.